# اليوم العالمي لالتهاب المفاصل
اليوم العالمي لالتهاب المفاصل (بالإنجليزية: World Arthritis Day)‏ هو يوم صحي عالمي، يُصادف يوم 12 أكتوبر، وهو مناسبة تهدف إلى تسليط الضوء على مرض التهاب المفاصل. يهدف هذا اليوم إلى رفع الوعي بأهمية التشخيص المبكر والعلاج المناسب لهذا المرض، وتقديم الدعم للمرضى وعائلاتهم.